# Arash

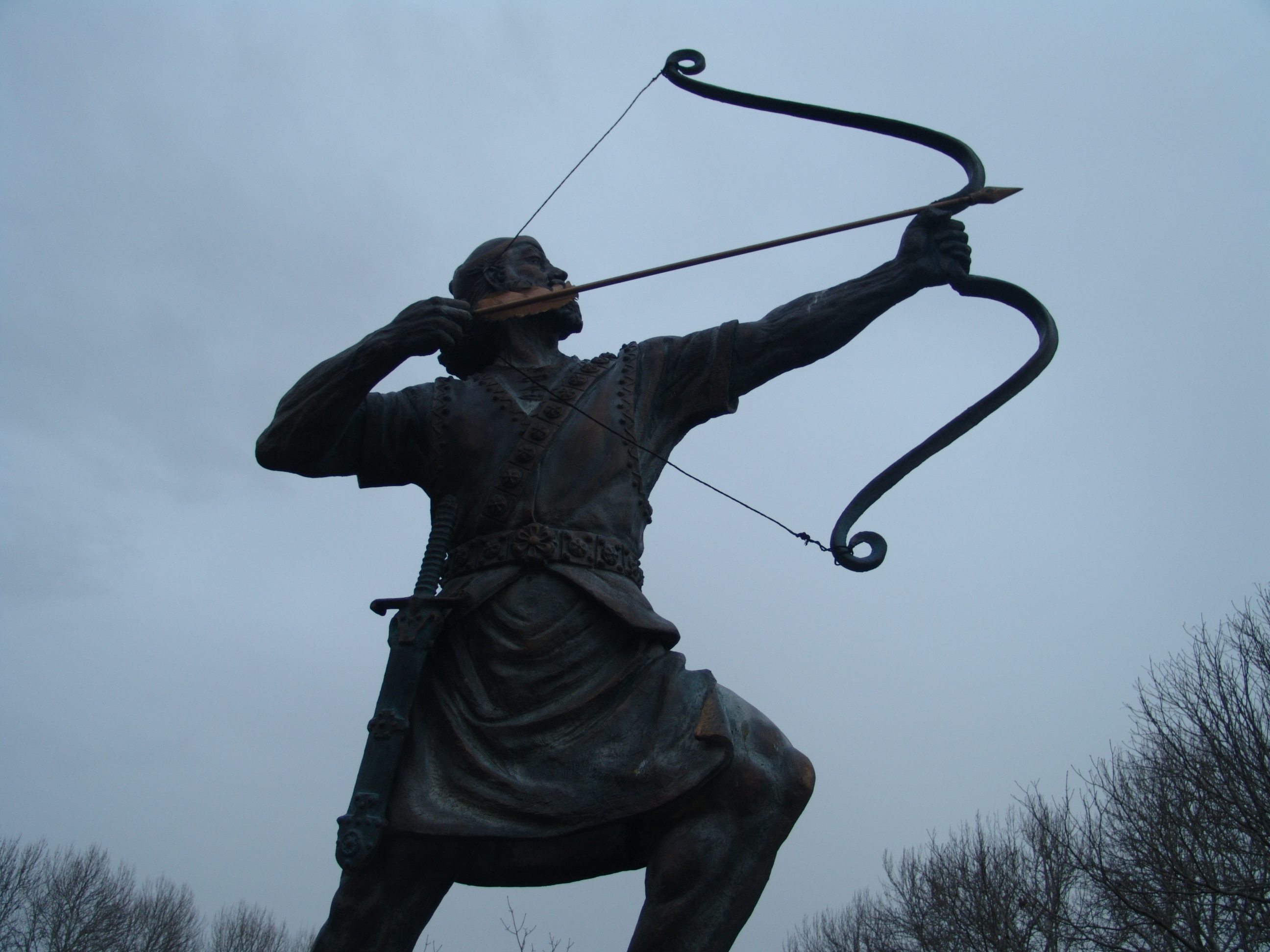
Estatua de "Âraŝ, el Arquero", Teherán

Arash o Âraš, el Arquero (en persa: آرش کمانگیر‎ Âraš-e Kamângir) es un héroe de la mitología persa. Glosado por poetas como Ferdousí, el nombre Arash es un nombre muy popular en lengua persa.
Al final de la guerra entre Irán y Turán, estos últimos habían avanzado hasta muy cerca del monte Damavand. Damavand Amol que es la montaña más alta de Oriente Medio, con 5610 metros de altura, es, en la mitología persa, el corazón de la zona en la que vivía el pueblo iraní. Esta zona, que abarca un área mayor de lo que hoy en día es Irán, era la que tenía la mejor tierra y el clima más moderado. Al este de la meseta iraní está la vasta extensión de la invernal Siberia Meridional, donde vivían los codiciosos turaníes, que era un pueblo nómada. La historia de las primeras civilizaciones iraníes es la historia de la supervivencia contra los turaníes.
Con el propósito de humillar a los vencidos iraníes, los turaníes les propusieron limitar Irán al radio de una flecha lanzada desde el monte Damavand. Los iraníes deberían lanzar una flecha hacia Turán y donde la flecha tomara tierra, esa sería la nueva frontera entre Irán y Turán. Arash Kamangir, un hombre mayor, se ofreció voluntario para disparar la flecha. Una mañana clara, Arash subió al monte, se desnudó, miró hacia el norte y tensó el arco como nunca antes lo había hecho. Disparó la flecha y, exhausto, se hizo uno junto con ella y desapareció. La flecha voló durante toda la mañana y cayó a mediodía en la lejana orilla del río Oxus. Este río ha marcado, tradicionalmente, el límite entre el mundo iraní y el Asia Central o los turaníes. El cuerpo de Arash nunca fue encontrado y, todavía hoy, se cuentan historias de viajeros que, perdidos en las montañas, escuchan la voz de Arash, que les ayuda a encontrar su camino y salva sus vidas.
- Datos: Q626393
- Multimedia: Arash Kamangir / Q626393